# ラジオ放送局

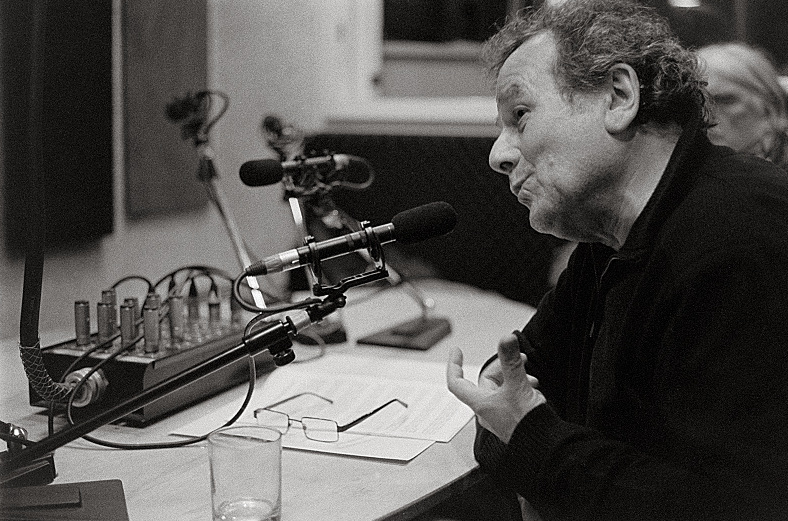
ラジオ局でマイクロフォンを使い音声を入力する

ラジオ放送局（ラジオほうそうきょく）とは、ラジオ番組を制作し、ラジオ技術を用いて送信している放送局。ラジオ局（ラジオきょく）とも略される。
中波放送事業者には、テレビジョン放送局も行っているところも多い（兼営社）。超短波放送（FM）事業者には今のところテレビの兼営は認められていなかったが、「放送局に係る表現の自由享有基準」の制定によって今後は認められることとなった。
放送局の本社は放送電波を発しているところとは限らない。番組を収録・編集したり番組を決められた順番に送り出す作業を行う施設を、一般的に「演奏所」、演奏所で作られた音声信号を電波として送信する施設を「送信所」と称する。

## 主なラジオ放送局
- 英国放送協会（BBC）
- 日本放送協会（NHK）
- 中国国際放送局（北京放送）
- 台湾国際放送
- 朝鮮の声放送
- KBS WORLD Radio（ラジオ韓国）
- FEBC
- KZOO（ハワイの在留日本人・旅行者向け放送）
- K-JAPAN（同上）
- モンゴルの声
- イラン・イスラム共和国放送
- ドイツ公共放送連盟（ARD）
- ロシアの声（モスクワ放送）
- RAE
- インドネシアの声
- ラジオ・タイランド
- ベトナムの声
- KWHR
- 太平洋の声
- AWR
- ボイス・オブ・アメリカ（VOA）
- NHKワールド
- NHKワールド・ラジオ日本
- 国際連合放送